# 2023年の経済
2023年の経済（2023ねんのけいざい）では、2023年の経済分野に関する出来事について記述する。
2022年の経済 - 2023年の経済 - 2024年の経済

## できごと

### 1月
- 1日
  -  韓国産業通商資源部は2022年の貿易赤字が過去最大の472億ドルと発表した。赤字規模は過去最大だった1996年の2倍以上[1]。
  -  クロアチアが自国通貨のクーナを廃止してユーロを導入。 リトアニア以来8年ぶり26ヶ国目[2]。
- 3日
  -  シンガポール貿易産業省は2022年の国内総生産(速報値)が前年比3.8%増と発表した[3]。
  -  ドイツの連邦雇用庁は12月の失業率が5.5％と発表した。5ヶ月連続で同水準。失業者数は前月比1.3万人減[4]。
  -  トルコ統計局は12月の物価(CPI)が前年比64.27%増と発表した。前月比では1.18%増[5]。
  -  ドイツ連邦統計庁は12月の物価(HICP)(速報値)が前年比9.6%増と発表した。2022年通年では8.7%増[6]。
- 4日 -  日本のSBIホールディングス傘下の新生銀行が社名を「SBI新生銀行」に変更[7]。
- 5日 -  ウクライナの経済相は2022年の国民総生産が前年比30.4%減と発表した。独立(1991年)以来最大のマイナス幅[8]。
- 6日
  -  日本の厚生労働省は11月の実質賃金(速報値)が前年比3.8%減と発表した。8年6ヶ月ぶりの大幅マイナス。物価は4.5%増[9]。
  -  日本の長期金利(新発10年物国債)が7年半ぶりの高水準、0.5%を付けた[10]。
  -  アメリカ合衆国の労働省は12月の失業率が3.5%と発表した。前月の3.6%から改善。非農業部門雇用者数は前月比22.3万人増[11]。
- 10日 -  韓国の中央銀行は11月の経常収支(速報値)が6.2億ドルの赤字と発表した[12]。
- 11日 -  韓国の統計局は2022年の失業率が2.9%と発表した。前年比0.8ポイント改善[13]。
- 12日 -  日本の財務省は11月の経常収支が1兆8036億円の黒字と発表した。11月で過去最大。第1次所得収支は3兆7245億円の黒字[14]。
- 13日
  -  ドイツの連邦統計庁は2022年の国内総生産(速報値)が1.9%増と発表した[15]。
  -  韓国の中央銀行は政策金利を0.25%引き上げ、3.5%とした。2008年以来の高水準[16]。
  -  日本の中央銀行が一日に買い入れる国債額が5兆円を超えた。2日連続で過去最高更新[17]。
- 17日
  -  中国は2022年の国内総生産(速報値)が前年比3.0%増と発表した[18]。
  -  ロシアの中央銀行は2022年の経常収支が2274億ドルの黒字と発表した。黒字額は過去最高で前年比86％増[19]。
  -  イギリスの国立統計局は9-11月の賃金(ボーナスを除く)が前年比6.4%増と発表した。失業率は前月比横ばいの3.7%[20]。
- 18日
  -  中華民国(台湾)主計総処は10-12月の域内総生産(速報値)が前年比0.86%減と発表した[21]。
  -  イギリス国立統計局は12月の物価(CPI)が前年比10.5%上昇と発表した。エネルギー、食品、アルコール、たばこを除外すると6.3%増[22]。
  - 欧州連合統計局は12月の物価(HICP)(改定値)が前年比9.2%増と発表した。未加工食品とエネルギーを除くと6.9%増[23]。
- 19日
  -  インドネシアの中央銀行は政策金利を0.25%上げた[24]。
  -  香港政府統計処は10-12月の失業率が3.5%と発表した。9-11月より0.2%改善[25]。
- 20日 -  日本の総務省は12月の全国消費者物価指数(除く生鮮食品)が41年ぶりの前年比4.0%増と発表した。生鮮・エネルギーを除くと3.0%増[26]。
- 25日
  -  オーストラリア連邦統計局は10-12月の物価(CPI)が前年比7.8%増と発表した。33年ぶりの高い伸び[27]。
  -  ニュージーランド統計局は10-12月の物価(CPI)が前年比7.2%増と発表した[28]。
  -  タイの中央銀行は政策金利を0.25%引き上げ1.5%とした[29]。
  -  カナダの中央銀行は政策金利を0.25%引き上げ、4.5%とした[30]。
- 26日
  -  アメリカ合衆国商務省は2022年の国民総生産が前年比2.1%増と発表した[31]。
  -  韓国中央銀行は2022年の国内総生産(速報値)が2.6%増と発表した[32]。
  -  南アフリカ共和国の中央銀行は政策金利を0.25%引き上げ7.25%とした[33]。
- 27日
  -  スペインの国家統計局は2022年の国内総生産(速報値)が前年比5.5%増と発表した。10-12月は2.7%増[34]。
  -  アメリカ合衆国商務省は12月の個人消費支出が前月比5.0%増と発表した[35]。
- 31日
  -  イタリアの国家統計局は10-12月の国民総生産(速報値)が前期比0.1%減と発表した。前年比では1.7%増[36]。
  - 欧州連合統計局は10-12月のユーロ圏域内総生産(速報値)が前期比0.1%増と発表した[37]。
  -  メキシコの国立統計地理情報院は10-12月の国民総生産(速報値)が前期比0.4%増と発表した[38]。
  -  レバノンの中央銀行は2月1日からの対ドル公定為替レートを1.5万レバノンポンドと発表した。現行レートは1507レバノンポンド、実勢レートは5.7万レバノンポンド前後[39]。

### 2月
- 1日
  -  香港政府は2022年の域内総生産が前年比3.5%減と発表した[40]。
  - 欧州連合統計局は1月のユーロ圏物価(CPI)(速報値)(ドイツを除く)が前年比8.5%増と発表した。食品とエネルギーを除くと7%増[41]。
  -  インドネシア統計局は1月の物価(CPI)が前年比5.28%増と発表した。統制価格と食品を除くと3.27%増[42]。
  -  韓国の産業通商資源部は1月の貿易収支の赤字が過去最大の127億ドルと発表した。25年ぶりの11カ月連続赤字[43]。
- 2日
  -  イギリスの中央銀行は政策金利を0.5%上げ4%とした[44]。
  - 欧州中央銀行は政策金利を0.5%上げ3%とした[45]。
- 3日
  -  アメリカ合衆国の労働省は1月の失業率が前月比0.1減の3.4%と発表した。非農業部門雇用者数は前月比51.7万人増。平均時給は前月比0.3%上昇[46]。
  -  トルコ統計局は1月の物価(CPI)が前年比57.68%増と発表した[47]。
- 6日
  -  インドネシアの統計局は10-12月の国民総生産が前年比5.01%増と発表した。2022年では5.31%増[48]。
  -  日本の厚生労働省は2022年の実質賃金(速報値)が前年比0.9%減と発表した[49]。
  -  韓国の中央銀行は オーストラリアの中央銀行と通貨スワップ協定を延長したと発表した。契約期間は従来(3年)より長い5年、規模は従来どおりの120億オーストラリアドル[50]。
- 7日
  -  日本の総務省は2022年の消費支出が前年比1.2%増と発表した[51]。
  -  中国の中央銀行は ブラジルの中央銀行と人民元の決済機関を設置する合意を発表した[52]。
- 8日
  -  日本の財務省は12月の経常収支(速報)が334億円の黒字と発表した。2022年は11兆4432億円の黒字。12月の第1次所得収支は1兆7952億円の黒字[53]。
  -  韓国の中央銀行は12月の経常収支が26.8億ドルの黒字と発表した。2022年だと298.3億ドルの黒字[54]。
- 9日
  -  ロシアの中央銀行は1月の経常収支が80億ドルの黒字と発表した。前年比58.2％減[55]。
  -  ドイツ連邦統計庁は12月の物価(HICP)(速報値)が前年比9.2%増と発表した[56]。
  -  中華民国行政院主計総処は1月の物価(CPI)が前年比3.04%増と発表した。野菜と果物、エネルギー価格を除くと2.98%増[57]。
  -  南アフリカ共和国大統領は電力不足による国家的な「災害事態」を宣言した。原因は「発電所の老朽化」「汚職と犯罪」他、と報道された[58]。
- 10日
  -  イギリスの国立統計局は10-12月の国内総生産が前期比0.0%と発表した。2022年では4.0%増[59]。
  -  マレーシアの中央銀行は10-12月の国内総生産が前年比7.0%増と発表した[60]。
  -  カナダ統計局は1月の失業率が前月比横ばいの5%と発表した。雇用者数は15万人増。5ヶ月連続増[61]。
  -  アメリカ合衆国労働省は12月の物価(CPI)が前月比0.1%増と発表した。食品・エネルギーを除くと0.4％増[62]。
  -  パキスタンの財務相は国際通貨基金と11億ドル融資実行条件で合意と発表した[63]。
- 13日 -  インド政府は1月の物価(CPI)が前年比6.52%増と発表した[64]。
- 14日
  -  フランスの国立統計経済研究所は10-12月の失業率が7.2%で15年ぶりの低水準と発表した[65]。
  -  日本の内閣府は10-12月の国内総生産(速報値)が前期比年率0.6%増と発表した。物価(GDPデフレーター)は前年比1.1％上昇[66]。
  -  アメリカ合衆国労働省は1月の物価(CPI)が前年比6.4%増と発表した。食品・エネルギーを除くと5.6％増[67]。
- 15日
  -  コロンビアの国家統計局は2022年の国内総生産が前年比5.7%増と発表した[68]。
  -  韓国の統計庁は1月の失業率が3.6%と発表した。前年比0.5ポイント改善[69]。
- 16日 -  オーストラリアの統計局は1月の失業率が3.7%と発表した。先月より0.2%上昇[70]。
- 17日
  -  タイの国家経済社会開発評議会は10-12月の国内総生産が前年比1.4%増と発表した。前期比では1.5%減[71]。
  - 欧州中央銀行は12月のユーロ圏経常収支の黒字が159億ユーロと発表した[72]。
- 20日 -  インドネシアの中央銀行は2022年の経常収支が132億ドルの黒字と発表した。国内総生産比で1％[73]。
- 22日
  - 欧州連合統計局は1月のユーロ圏物価(HICP)(改定値)が前年比8.6%増と発表した。エネルギー、食品、アルコール、たばこを除くと5.3%増[74]。
  -  ニュージーランドの中央銀行は政策金利を0.5%上げ4.75%とした[75]。
- 23日
  -  アメリカ合衆国商務省は10-12月の国民総生産(改定値)が年率換算前期比2.7%増と発表した。2022年は前年比2.1%増[76]。
  -  トルコの中央銀行は政策金利を0.5%下げ8.5%とした[77]。
- 24日
  -  メキシコの国立統計地理情報院は2022年の国民総生産(確定値)が前期比3.1%増と発表した[78]。
  -  ドイツの連邦統計局は10-12月の国内総生産(改定値)が0.4%減と発表した[79]。
  -  日本の厚生労働省は2022年の実質賃金(確報値)が前年比1.0%減と発表した[80]。
- 28日
  -  トルコ統計機構は10-12月の国内総生産が前年比3.5%増と発表した。通年では5.6%増[81]。
  -  オーストラリアの連邦統計局は10-12月の経常収支は141億豪ドルの黒字と発表した[82]。
  -  インドの統計・計画実施省は10-12月の国民総生産が前年比4.4%増と発表した[83]。

### 3月
- 1日
  -  イタリアの国家統計局は2022年の国民総生産が前年比3.7%増と発表した[84]。
  -  オーストラリアの統計局は10-12月の国内総生産は前期比0.5%増と発表した。前年比は2.7%増[85]。
  -  オーストラリアの統計局は1月の物価(CPI)が前年比7.4%増と発表した。果物、野菜、燃料を除くと7.2%増[86]。
  -  アメリカ合衆国の2年債が16年ぶりの高水準、4.9%台となった[87]。
- 2日
  -  パキスタンの中央銀行は政策金利を3%上げ20%とした[88]。
  -  ブラジルの地理統計院は10-12月の国内総生産が前期比0.2％減と発表した。通年では前年比2.9%増[89]。
  - 欧州連合統計局は2月のユーロ圏物価(HICP)(速報値)が前年比8.5%増と発表した。エネルギー、食品、アルコール、たばこを除くと5.6%増[90]。
- 3日
  -  日本の総務省は1月の失業率が前月比0.1改善の2.4%と発表した。有効求人倍率は0.01低下の1.35倍[91]。
  -  トルコ統計局は2月の物価(CPI)が前年比55.18%増と発表した[92]。
- 6日
  -  韓国の統計局は2月の物価(CPI)が4.8%増と発表した。食品とエネルギーを除くと4.0%増[93]。
  -  スイス政府は2月の物価(CPI)が前年比3.4%増と発表した。食品や燃料などを除くと2.4%増[94]。
  -  韓国の中央銀行は インドネシアの中央銀行と通貨スワップ契約を延長すると発表した。契約期間は3年、規模は10.7兆ウォン・115兆ルピア[95]。
- 7日
  -  日本の厚生労働省は1月の実質賃金(速報)が前年比4.1%減と発表した[96]。
  -  フィリピン統計局は2月の物価(CPI)が前年比8.6%増と発表した。食品とエネルギーを除くと7.8%増[97]。
  -  オーストラリアの中央銀行は政策金利を0.25%上げ3.6%とした[98]。
- 8日
  -  日本の財務省は1月の経常収支が過去最大(1985年より比較可能)の赤字幅、1兆9766億円と発表した。第1次所得収支は2兆2905億円の黒字[99]。
  -  アメリカ合衆国のシルバーゲート銀行が自主清算を発表[100]。

- 9日
  -  サウジアラビアの統計総局は10-12月(速報値)の国民総生産が前年比5.5%増と発表した。通年では8.7%増加[101]。
  -  南アフリカ共和国の中央銀行は10-12月の経常収支が1704億ランドの赤字と発表した。対国内総生産比は2.6%[102]。
  -  メキシコの国家統計地理情報局は2月の物価(CPI)が前年比7.62%増と発表した。食品とエネルギーを除くと8.29%増[103]。
  -  中国国家統計局は2月の物価(CPI)が前年比1.0%増と発表した。食品とエネルギーを除くと0.6%増[104]。
- 10日
  -  アメリカ合衆国のシリコンバレーバンクが破綻。連邦預金保険公社の管理下に置かれる[105]。
  -  韓国の中央銀行は1月の経常収支が45.2億ドルの赤字と発表した。過去最大の赤字(統計開始1980年)[106]。
  -  アメリカ合衆国の労働省は2月の失業率が前月比0.2増の3.6%と発表した。非農業部門雇用者数は前月比31.1万人増[107]。
- 13日
  -  トルコの中央銀行は1月の経常収支が98.5億ドルの赤字と発表した。単月では過去最大(統計開始1984年)[108]。
  -  イギリスのイギリスHSBC（英語版）銀行は破綻したシリコンバレーバンクを1ポンドで買収すると発表した[109]。
  -  インド政府は2月の物価(CPI)が前年比6.44%増と発表した[110]。
  - ファイザーがシージェン（英語版）を約430億ドルで買収することを発表[111]。
- 14日
  -  日本の大阪取引所で金先物価格が一時過去最高値8185円となった[112]。
  -  アメリカ合衆国労働省は2月の物価(CPI)が前年比6.0%増と発表した。食品・エネルギーを除くと5.5％増[113]。
  -  ベトナムの中央銀行は政策金利を1%下げた[114]。
- 15日
  -  スイス第2の銀行、クレディ・スイス(CS)は中央銀行から最大500億フランを借り入れる予定だと発表した。CSは株価が25％近く下落していた[115]。
  -  スリランカの政府は2022年の国内総生産が前年比7.8%減と発表した。10-12月は12.4%減[116]。
  -  韓国の統計庁は2月の失業率が3.1%と発表した。2月としては過去最低水準(統計開始1999年)[117]。
  -  インドの中央銀行と アラブ首長国連邦の中央銀行は送金や貿易を促進する覚書に署名したと発表した[118]。
- 16日
  -  ニュージーランドの統計局は10-12月の国内総生産が前年比2.2%増と発表した。前期比0.6%減[119]。
  -  オーストラリアの連邦統計局は2月の失業率が3.5%と発表した。50年ぶりの低水準[120]。
  -  アメリカ合衆国の中央銀行は金融機関への資金供給が過去最高の1529億ドル/週と発表した。新設された銀行ターム・ファンディング・プログラム(BTFP)も利用された[121]。
  -  アルゼンチンの中央銀行は政策金利を3%上げ78%とした。物価(CPI)は前年比102.5%増で、30年ぶりのインフレ率[122]。
  - 欧州中央銀行は政策金利を0.5%上げ3.5%とした[123]。
  -  香港政府統計処は12-2月の失業率が3.3%と発表した。11-1月より0.1%改善[124]。
- 17日 -  日本の田中貴金属工業の金現物物価格が過去最高値9115円となった[125]。
- 19日 -  イギリス、 日本、 カナダ、 アメリカ合衆国、 スイスと欧州連合の中央銀行はドルの資金供給を強化すると発表した[126]。
- 20日 -  チリの中央銀行は2022年の国内総生産が前年比2.4％増と発表した[127]。
- 21日 -  カナダ統計局は2月の物価(CPI)が前年比5.2%上昇と発表した[128]。
- 22日
  -  イギリス国立統計局は2月の物価(CPI)が前年比10.4%上昇と発表した。エネルギー、食品、アルコール、たばこを除外すると6.2%増[129]。
  -  アメリカ合衆国の中央銀行は政策金利を0.25%引き上げ4.75〜5%とした。2007年以来の高水準[130]。
- 23日
  -  スイス金融市場監督機構はクレディ・スイスのAT1債(160億スイスフラン)(2.2兆円)が無価値と発表した。90億スイスフランの政府保証が無価値の根拠[131]。
  -  スイスの中央銀行は政策金利を0.5%引き上げ1.5%とした[132]。
  -  アメリカ合衆国商務省は2022年の経常収支が9437.95億ドルの赤字と発表した。過去最大の赤字[133]。
  -  ノルウェーの中央銀行は政策金利を0.25%引き上げ3%とした[132]。
  -  フィリピンの中央銀行は政策金利を0.25%上げ6.25%とした[134]。
  -  イギリスの中央銀行は政策金利を0.25%上げ4.25%とした[135]。
  -  中華民国の中央銀行は政策金利を0.125%引き上げ1.875%とした[136]。
- 24日 -  日本の総務省は2月の全国消費者物価指数(除く生鮮食品)が前年比3.1%増と発表した。生鮮・エネルギーを除くと3.5%増で41年ぶりの伸び率[137]。
- 27日 - 世界銀行は2022年〜30年の世界経済成長率は平均2.2％と警告した。30年ぶりの最低の水準[138]。
- 29日
  -  ベトナムの統計総局は1−3月の国内総生産が前期比3.32％増と発表した[139]。
  -  ロシアの連邦統計局は2月の失業率が過去最低の3.5％と発表した。実質賃金は0.6%増[140]。
  -  オーストラリアの統計局は2月の物価(CPI)が前年比6.8%増と発表した。果物、野菜、燃料を除くと6.9%増[141]。
  -  中国の中国海洋石油集団は上海でクロスボーダー人民元決済取引の成立を発表した。中国初となる輸入液化天然ガス取引で相手はトタルエナジーズ[142]。
  -  タイの中央銀行は政策金利を0.25%引き上げ1.75%とした。5会合連続の利上げ[143]。
- 30日 -  メキシコの中央銀行は政策金利を0.25%引き上げ11.25%とした[144]。
- 31日
  - TPP11の11カ国は イギリスの加盟に合意したと報道された。2023年内の正式加盟を目指す[145]。
  -  日本の総務省は2月の失業率が前月比0.2悪化の2.6%と発表した。有効求人倍率は0.01低下の1.34倍[146]。
  -  ドイツの連邦雇用庁は3月の失業率が前月比0.1悪化の5.6％と発表した。失業者数は前月比1.6万人増[147]。
  -  アメリカ合衆国で2月の物価(PCEデフレータ)が前年比5.0%増と公表された。1月分は5.3%増に下方修正[148]。
  - 欧州連合統計局は3月のユーロ圏物価(CPI)(速報値)が前年比6.9%増と発表した。エネルギー、食品を除くと7.5%増[149]。
  -  ブラジル政府は 中国の人民元での決済の覚書を発表した[150]。

### 4月
- 1日
  -  インドの外務省は マレーシアと、インド・ルピーでの貿易決済に合意したと報道された。先月は18カ国( ロシア、 シンガポール、 スリランカ、 ボツワナ、 フィジー、 ドイツ、 ガイアナ、 イスラエル、 ケニア、 マレーシア、 モーリシャス、 ミャンマー、 ニュージーランド、 オマーン、 セーシェル、 タンザニア、 ウガンダ、 イギリス)と貿易可能と報道されていた[151]。
  - トヨタ自動車の豊田章男が社長を退任し、佐藤恒治が就任[152]。
- 3日 -  トルコ統計局は3月の物価(CPI)が前年比50.51%増と発表した[153]。
- 4日 -  韓国の統計局は3月の物価(CPI)が前月より0.6低い4.2%増と発表した[154]。
- 5日
  -  日本の中央銀行は2022年の物価(GDPデフレーター)が前年比0.2%上昇と発表した[155]。
  -  メキシコの国家統計地理情報局は3月の物価(CPI)が前年比6.85%増と発表した。食品とエネルギーを除くと8.09%増[156]。
  -  フィリピン統計局は3月の物価(CPI)が前年比7.6%増と発表した。食品と燃料を除くと8.0%増[157]。
  -  タイ商務省は3月の物価(CPI)が前年比2.83%増と発表した。コアCPIは1.75%増[158]。
  -  ニュージーランドの中央銀行は政策金利を0.5%上げ5.25%とした[159]。
- 6日
  -  カナダの統計局は3月の失業率が前月比横ばいの5.0%と発表した。雇用者数は前月比3.47万人増[160]。
  -  チリ統計局は3月の物価(CPI)が前年比11.1%増と発表した[161]。
- 7日
  -  韓国の中央銀行は2月の経常収支が5.2億ドルの赤字と発表した[162]。
  -  アメリカ合衆国の労働省は3月の失業率が前月比0.1減の3.5%と発表した。非農業部門雇用者数は前月比23.6万人増[163]。
  -  日本の厚生労働省は2月の実質賃金が前年比2.6%減と発表した。11ヶ月連続の減少[164]。
  -  アメリカ合衆国の労働省は3月の失業率が前月比0.1低下の3.5%と発表した。非農業部門雇用者数は前月比23.6万人増[165]。
- 9日 - 日本銀行総裁の黒田東彦が歴代最長の任期を終えて植田和男に交代[166]。
- 10日
  -  日本の財務省は2月の経常収支が2兆1972億円の黒字と発表した。第1次所得収支は3兆4407億円の黒字[167]。
  -  韓国の統計庁は3月の失業率が2.9%と発表した。3月としては過去最低水準(統計開始1999年)[168]。
- 12日 -  アメリカ合衆国の労働省は3月の物価(CPI)が前年比5.0%増と発表した。食品とエネルギーを除くと5.6%増[169]。
- 13日 -  日本の田中貴金属工業の金現物物価格が過去最高値9546円となった。3日連続で更新[170]。
- 18日
  -  中国は1-3月の国内総生産が前年比4.5%増と発表した[171]。
  -  イギリスの統計局は12-2月の失業率が3.8%と発表した。賃金は前年比5.9%増[172]。
- 19日 - 欧州中央銀行は2月のユーロ圏経常収支の黒字が243.2億ユーロと発表した。先月の黒字は186.3億ユーロ[173]。
- 20日
  -  ニュージーランド統計局は1-3月の物価(CPI)が前年比6.7%増と発表した[174]。
  -  アルゼンチンの中央銀行は政策金利を3%上げ81%とした。3月の物価は前年比104%増、前月比で7.7%増[175]。
- 21日
  -  日本の総務省は3月の全国消費者物価指数(除く生鮮食品)が前年比3.1%増と発表した。生鮮・エネルギーを除くと3.8%増で41年ぶりの伸び率[176]。
  -  中国の中国工商銀行はブラジルでクロスボーダー人民元決済の業務完了を発表した[177]。
- 22日 -  イギリス国立統計局は3月の物価(CPI)が前年比10.1%上昇と発表した。エネルギー、食品、アルコール、たばこを除外すると6.2%増[178]。
- 25日 -  ブラジルの中央銀行は3月の経常収支が2.86億ドルの黒字と発表した。3月としては17年ぶりの高水準[179]。
- 26日
  -  アルゼンチンの経済相は 中国からの輸入商品決済を人民元建てに切り替えると発表した[180]。
  -  スウェーデンの中央銀行は政策金利を0.5%上げ3.5%とした[181]。
- 27日
  -  アメリカ合衆国商務省は1-3月の国民総生産(速報値)が年率換算前期比1.1%増と発表した[182]。
  -  アメリカ合衆国商務省は1-3月の物価(GDPデフレーター)が前期比年率4%増と発表した[183]。
  -  アルゼンチンの中央銀行は政策金利を10%上げ91%とした[184]。
- 28日
  - 欧州連合統計局は1-3月のユーロ圏域内総生産(速報値)が前期比0.3%増と発表した[185]。
  -  中華民国(台湾)主計総処は1-3月の域内総生産(速報値)が前年比3.02%減と発表した。2009年以来の大幅な減少[186]。
  -  日本の総務省は3月の失業率が前月比0.2悪化の2.8%と発表した。22年度は前年より0.2改善し2.6%[187]。
  -  日本円は対ユーロで一時14年半ぶり安値150.25円となった[188]。
  -  メキシコの国立統計地理情報院は1-3月の国民総生産(速報値)が前期比1.1%増と発表した[189]。

### 5月
- 1日 - ファースト・リパブリック・バンクが経営破綻[190]。
- 2日 -  オーストラリアの中央銀行は政策金利を0.25%上げ3.85%とした[191]。
- 3日
  -  タイ商務省は4月の物価(CPI)が前年比2.67%増と発表した。コアCPIは1.66%増[192]。
  -  アメリカ合衆国の中央銀行は政策金利を0.25%引き上げ5〜5.25%とした[193]。
- 4日 - 欧州中央銀行は政策金利を0.25%上げ3.75%とした[194]。
  -  マレーシアの中央銀行は政策金利を0.25%引き上げ3%とした[195]。
- 5日
  -  インドネシアの統計局は1-3月の国民総生産が前年比5.03%増と発表した[196]。
  -  アメリカ合衆国の労働省は4月の失業率が前月比0.1改善の3.4%と発表した。53年ぶりの低水準。非農業部門雇用者数は前月比25.3万人増[197]。
  -  フィリピン統計局は4月の物価(CPI)が前年比6.6%増と発表した。コアインフレ率は7.9%増[198]。
- 7日 -  サウジアラビアの統計総局は1-3月の国内総生産が前年比3.9%増と発表した[199]。
- 9日
  -  日本の厚生労働省は3月の実質賃金(速報)が前年比2.9%減と発表した[200]。
  -  中国国家統計局は2022年の実質賃金が前年比4.6%増と発表した。不動産業界のみ賃金低下[201]。
- 10日
  -  韓国の中央銀行は3月の経常収支が2.7億ドルの黒字と発表した[202]。
  -  韓国の統計庁は4月の失業率が0.2ポイント改善の2.8%と発表した。4月としては15年ぶりの低水準[203]。
  -  アメリカ合衆国労働省は4月の物価(CPI)が前年比4.9%増と発表した。2年ぶりの低水準[204]。
- 11日
  -  フィリピンの統計局は1-3月の国民総生産が前年比6.4%増と発表した[205]。
  -  日本の財務省は2022年度の経常収支が9兆2256億円の黒字と発表した。第1次所得収支は3兆3610億円の黒字[206]。
  -  イギリスの中央銀行は政策金利を0.25%引き上げ4.5%とした[207]。
- 12日
  -  イギリスの国立統計局は1-3月の国内総生産が前期比0.1%増と発表した[208]。
  -  マレーシアの中央銀行は1-3月の国内総生産が前年比5.6%増と発表した[209]。
  -  マレーシア統計局は1-3月の経常収支が43億リンギの黒字と発表した。前期は275億リンギの黒字[210]。
  -  南アフリカ共和国ランドは対ドルで一時過去最安値、19.5148ランドとなった[211]。
  -  日本でGX推進法が成立した。20兆円規模の「GX経済移行債」を発行し、150兆円超の脱炭素投資を進める[212]。
  -  中国は1-3月の経常収支(速報)が820億ドルの黒字と発表した。対国内総生産比は2％[213]。
- 14日 -  アルゼンチンの中央銀行は政策金利を6%上げ97%とした[214]。
- 15日 -  タイの国家経済社会開発評議会は1-3月の国内総生産が前年比2.7%増と発表した。前期比では1.9%増[215]。
- 16日
  -  中国の国家統計局は4月の若年失業率(都市部16〜24歳)が20.4%と発表した。過去最高(統計開始2018年)[216]。
  -  南アフリカ共和国統計局は1-3月の失業率が32.9%と発表した[217]。
  -  イギリスの統計局は1-3月の失業率が3.9%と発表した。賃金は前年比6.7%増[218]。
  -  カナダ統計局は4月の物価(CPI)が前年比4.4%上昇と発表した[219]。
- 17日
  -  日本の内閣府は1-3月の国内総生産(速報値)が年率1.6%増と発表した。物価(GDPデフレーター)は前年比2.0％上昇[220]。
  - 欧州連合統計局は4月のユーロ圏物価(HICP)(改定値)が前年比7.0%増と発表した。エネルギー、食品を除くと7.3%増[221]。
- 18日
  -  オーストラリアの連邦統計局は4月の失業率が3.7%と発表した。就業者数は前月比4300人減少[222]。
  -  香港政府統計処は2-4月の失業率が3.0%と発表した。1-3月より0.1改善[223]。
- 19日 -  日本株式市場の日経平均株価は33年ぶりの高水準3万0808.35円で終えた[224]。
- 22日 -  タイ国家経済社会開発評議会は1-3月の失業率が1.05%と発表した。3年ぶりの低水準[225]。
- 23日
  - 欧州中央銀行は3月のユーロ圏経常収支の黒字が311.6億ユーロと発表した。先月は244.7億ユーロの黒字[226]。
  -  インドネシアの中央銀行は1-3月の経常収支が30億ドルの黒字と発表した。国内総生産比で0.9％[227]。
  -  日本の厚生労働省は2022年度の実質賃金(確報値)が前年比1.8%減と発表した[228]。
- 24日
  -  イギリス国立統計局は4月の物価(CPI)が前年比8.7%増と発表した。エネルギー、食品、アルコール、たばこを除外すると6.8%増[229]。
  -  メキシコの国家統計地理情報局は5月前半の物価(CPI)が前年比6%増と発表した。食品とエネルギーを除くと前月比0.18%増[230]。
  -  ニュージーランドの中央銀行は政策金利を0.25%上げ5.5%とした[231]。
- 25日 -  ドイツの連邦統計局は1-3月の国内総生産(確定値)が前期比0.3%減と発表した[232]。
- 26日 -  日本の財務省は2022年末の日本の対外純資産が418兆6285億円と発表した。32年連続で世界最大[233]。
- 30日 - NVIDIAの時価総額が1兆ドルを超えた。史上8社目で、この時点で1兆ドルを超えているのは6社[234]。
- 31日
  -  カナダ統計局は1-3月の国内総生産が年率換算前期比3.1%増と発表した[235]。
  -  インドの当局は1-3月の国民総生産が前年比6.1%増と発表した[236]。
  -  ドイツ連邦統計庁は5月の物価(HICP)(速報値)が前年比6.3%増と発表した[237]。
  -  タイの中央銀行は政策金利を0.25%引き上げ2%とした。6会合連続の利上げ[238]。

### 6月
- 1日
  -  ブラジルの地理統計院は1-3月の国内総生産が前期比1.9％増と発表した[239]。
  - 欧州連合統計局は5月のユーロ圏物価(HICP)(速報値)が前年比6.1%増と発表した。食品、エネルギー、アルコール、たばこを除くと5.3%増[240]。
  -  日本の財務省は1-3月の全産業(金融、保険を除く)の設備投資額は前年比11.0％増と発表した[241]。
  -  スリランカの中央銀行は政策金利を0.25%引き下げた[242]。
- 2日
  -  韓国中央銀行は1-3月の国内総生産(改定値)が前期比0.3%増と発表した[243]。
  -  アメリカ合衆国の労働省は5月の失業率がの3.7%と発表した。前月は3.4%。非農業部門雇用者数は前月比33.9万人増[244]。
  -  オーストラリアの賃金設定機関(FWC)は7月から最低賃金を5.75%引き上げると発表した[245]。
  -  韓国統計局は5月の物価(CPI)が前年比3.3%増と発表した。エネルギー、食品を除外すると3.9%増[246]。
  -  中国の中央銀行は アルゼンチンとの通貨スワップ枠を700億元に倍増すると発表した[247]。
- 5日
  -  トルコ統計局は5月の物価(CPI)が前年比39.59%増と発表した[248]。
  -  イランの中央銀行により9カ国[249]から成るアジア決済同盟（英語版）で、二国間貿易での脱ドル化計画が公表された[250]。
- 6日 -  日本の厚生労働省は4月の実質賃金が前年比3.0%減と発表した[251]。
- 8日
  -  日本の内閣府は1-3月の国内総生産(改定値)が年率2.7%増と発表した[252]。
  -  日本の財務省は4月の経常収支が1兆8951億円の黒字と発表した。第1次所得収支は3兆0663億円の黒字[253]。
- 9日
  -  韓国の中央銀行は4月の経常収支が7.9億ドルの赤字と発表した[254]。
  -  カナダ統計局は5月の失業率が5.2%と発表した。前月は5%。雇用者数は前月比1.73万人減[255]。
- 13日
  -  アメリカ合衆国労働省は5月の物価(CPI)が前年比4%増と発表した。21年3月以来の低水準[256]。
  -  ドイツ連邦統計庁は5月の物価(HICP)(改定値)が前年比6.3%増と発表した。前月比0.2%減[257]。
  -  イギリスの2年債が15年ぶりの高利回り、一時4.8%台後半まで上昇した[258]。
  -  イギリスの統計局は2-4月の失業率が3.8%と発表した。前月より低下。賃金は前年比7.2%増[259]。
- 14日
  -  韓国の統計庁は5月の失業率が0.1ポイント改善の2.5%と発表した。1999年統計開始以来の低水準[260]。
  -  アルゼンチンの統計局は5月の消費者物価指数が前年比114%増と発表した。1991年以来最大の伸び[261]。
- 15日
  -  ロシアの連邦統計局は1-3月の国内総生産(改定値)が前年比1.8%減と発表した[262]。
  -  ニュージーランドの統計局は1-3月の国内総生産が前期比0.1%減と発表した。2四半期連続でマイナス成長[263]。
  -  中国国家統計局は5月の若者失業率が20.8%と発表した。過去最高水準。全国調査ベース失業率は5.2%[264]。
  - 15日報道によると、海外の投資家が先週、 日本の証券取引所(東京,名古屋)の株を買い越した。約10年ぶりに11週連続買い越し[265]。
- 16日 -  日本円は対ユーロで一時15年ぶりの安値、一時155.22円となった[266]。
- 20日 -  中国の中央銀行は政策金利を0.1%下げ3.5%とした[267]。
- 21日
  -  南アフリカ共和国統計局は5月の物価(CPI)が前年比6.3%増と発表した。前月比は0.2%増[268]。
  -  イギリス国立統計局は5月の物価(CPI)が前年比8.7%増と発表した。エネルギー、食品、アルコール、たばこを除外すると1992年以来の高水準、7.1%増[269]。
- 22日
  -  アメリカ合衆国商務省は1-3月の経常収支が2193億ドルの赤字と発表した。前期(改定値)は2162億ドルの赤字[270]。
  -  イギリスの中央銀行は政策金利を0.5%引き上げ5%とした[271]。
  -  トルコの中央銀行は政策金利を6.5%上げ15%とした。トルコリラは対ドルで過去最安値(24.80リラ)[272]。
  -  ノルウェーの中央銀行は政策金利を0.5%引き上げ3.75%とした[273]。
  -  ザンビアが債務減免で債権国と合意した。債務不履行に陥ったのは2020年11月[274]。
- 23日
  -  スペインの国家統計局は1-3月の国内総生産(確報値)が前期比0.6%増と発表した。前年比4.2%増[275]。
  -  日本の総務省は5月の全国消費者物価指数(除く生鮮食品)が前年比3.2%増と発表した。生鮮・エネルギーを除くと4.3%増で1981年以来の伸び率[276]。
- 26日 -  パキスタンの中央銀行は政策金利を1%上げ22%とした[277]。
- 27日
  -  インドの中央銀行は1-3月の経常収支が13億ドルの赤字と発表した。22/23年度の経常収支の赤字はGDP比で2%[278]。
  -  日本の厚生労働省は3月末の高卒者の求人倍率は3.49倍と発表した。1992年の3.34倍を超え過去最高(統計開始1988年)[279]。
  -  日本の中央銀行の1-3月資金循環統計によると、日銀の国債保有(短国除く)は過去最高の53％、家計金融資産は過去最高の2043兆円、企業金融資産は過去最高の1383兆円[280]。
- 28日 -  オーストラリアの統計局は5月の物価(CPI)が前年比5.6%増と発表した。果物、野菜、燃料と旅行を除くと6.4%増[281]。
- 29日
  -  アメリカ合衆国商務省は1-3月の国民総生産(確定値)が年率換算前期比2.0%増と発表した[282]。
  - 欧州中央銀行は物価(域内総生産(GDP)デフレーター)が過去最高の6.2%と発表した[283]。
  -  日本の財務相と 韓国の経済副首相兼企画財政相は融通枠100億ドルの通貨スワップ協定を再開すると発表した。7年ぶりで期間は3年[284]。
  -  ドイツの6月の物価(CPI)は前年比6.4%増、 スペインは前月から急減速し1.9%増と報道された[285]。
- 30日
  -  日本の総務省は5月の失業率が前月と同じ2.6%と発表した。求人倍率は前月より0.01低下の1.31倍。新規求人数は前年比3.8%増[286]。
  -  ドイツの連邦雇用庁は6月の失業率が前月比0.1悪化の5.7％と発表した。失業者数は前月比2.8万人増[287]。
  -  日本の日本郵政は850億円の特別損失を報道された。楽天の6月末株価は取得時の半分以下。日本郵政株の34％余りを国と地方公共団体が保有[288]。
  - Appleの時価総額が終値で世界で初めて3兆ドルを超えた[289]。

### 7月
- 3日
  -  日本の財務省は2022年度の税収が過去最高の71兆1373億円と発表した。純剰余金は2兆6294億円[290]。
  -  アメリカ合衆国で2年債の利回と10年債の逆転(逆イールド)幅が1981年以来となった[291]。
- 4日 -  韓国統計局は6月の物価(CPI)が前年比2.7%増と発表した。エネルギー、食品を除外すると3.5%増[292]。
- 5日
  -  タイ商務省は6月の物価(CPI)が前年比0.23%増と発表した。コアCPIは1.32%増[293]。
  -  トルコ統計局は6月の物価(CPI)が前年比38.21%増と発表した[294]。
- 6日 -  スリランカの中央銀行は政策金利を2%引き下げた[295]。
- 7日
  -  韓国の中央銀行は5月の経常収支が19.3億ドルの黒字と発表した[296]。
  -  アメリカ合衆国の労働省は6月の失業率がの3.6%と発表した。前月は3.4%。非農業部門雇用者数は前月比20.9万人増[297]。
  -  日本の厚生労働省は5月の実質賃金(速報)が前年比1.2%減と発表した。所定内給与は28年ぶり伸び率[298]。
  -  トルコリラは対ドルで過去最安値、26.08リラで終えた[299]。
- 10日 -  日本の財務省は5月の経常収支が1兆8624億円の黒字と発表した。第1次所得収支は3兆6319億円の黒字[300]。
- 11日 -  イギリスの国立統計局は3-5月の賃金上昇率が過去最高に並んだ7.3%と発表した[301]。
- 12日
  -  韓国の中央銀行は2022年の国内総生産(暫定集計)が世界13位と発表した。1位 アメリカ合衆国、2位 中国、3位 日本、4位 ドイツ、5位 イギリス[302]。
  -  アメリカ合衆国労働省は6月の物価(CPI)が前年比3.0%増と発表した。食品とエネルギーを除くと4.8%増[303]。
  -  インド政府は6月の物価(CPI)が前年比4.81%増と発表した[304]。
- 13日 -  アルゼンチンペソは対ドルで過去最安値を付けたと報道された[305]。
- 14日 -  シンガポール貿易産業省は4-6月の国内総生産(速報値)が前期比0.3%増と発表した[306]。
- 17日
  -  中国恒大集団は2022年の負債総額2.4兆元、総資産1.8兆元と発表した。債務超過[307]。
  -  中国国家統計局は6月の若者失業率が21.3%と発表した。過去最高。都市部の失業率は5.2%[308]。
- 18日
  -  中国国家統計局は1-6月の国内総生産(速報値)が前年比5.5%増と発表した。4-6月は6.3%増[309]。
  -  カナダ統計局は6月の物価(CPI)が前年比2.8%上昇と発表した[310]。
- 19日 -  イギリス国立統計局は6月の物価(CPI)が前年比7.9%増と発表した。エネルギー、食品、アルコール、たばこを除外すると6.9%増[311]。
- 20日
  - 欧州連合統計局は1-3月のユーロ圏域内総生産(改定値)が前期比横ばいと発表した。景気後退入りにならなくなった[312]。
  - 欧州中央銀行は5月のユーロ圏経常収支の黒字が91億ユーロと発表した。先月は38億ユーロの黒字[313]。
  -  オーストラリアの連邦統計局は6月の失業率が3.5%と発表した。50年ぶりの低水準。就業者数は前月比3.26万人増[314]。
  -  トルコの中央銀行は政策金利を2.5%上げ17.5%とした[315]。
- 21日 -  ロシアの中央銀行は政策金利を1%引き上げ8.5%とした[316]。
- 25日
  -  韓国の中央銀行は4-6月の国内総生産(速報値)が前期比0.6%増と発表した[317]。
  -  ナイジェリアの中央銀行は政策金利を0.25%上げ18.75%とした[318]。
- 26日
  -  アメリカ合衆国の中央銀行は政策金利を0.25%引き上げ5.25〜5.5%とした[319]。
  -  オーストラリアの統計局は4-6月の物価(CPI)が前年比6.0%増と発表した[320]。
- 27日
  -  アメリカ合衆国商務省は4-6月の国民総生産(速報値)が年率換算前期比2.4%増と発表した[321]。
  - 欧州中央銀行は政策金利を0.25%上げ4.25%とした[322]。
- 28日
  -  中華民国(台湾)主計総処は4-6月の域内総生産(速報値)が前期比1.45%減と発表した[323]。
  -  ドイツの連邦統計局は4-6月の国内総生産(速報値)が前期比横ばいと発表した[324]。
  -  フランス国立統計経済研究所は4-6月の国内総生産(速報値)が前期比0.5％増と発表した[325]。
  -  ドイツ連邦統計庁は7月の物価(HICP)(速報値)が前年比6.5%増と発表した[326]。
  -  スウェーデンの統計局は4-6月の国民総生産(速報値)が前期比1.5%減と発表した。前年比2.4%減[327]。
  -  日本の中央銀行は長短金利操作(YCC)の運用柔軟化を発表した。10年債連続指値オペ利回り0.5%を1%へ[328]。
- 31日
  -  サウジアラビアの統計総局は4-6月の国内総生産が前年比1.1%増と発表した[329]。
  -  メキシコの国立統計地理情報院は4-6月の国民総生産(速報値)が前期比0.9%増と発表した[330]。
  - 欧州連合統計局は4-6月のユーロ圏域内総生産(速報値)が前期比0.3%増と発表した[331]。
  - 欧州連合は7月の消費者物価指数が前年比5.3%増と発表した。エネルギーや食品などを除くと5.5%増[332]。

### 8月
- 1日
  -  日本の総務省は6月の失業率が2.5%と発表した。前月は2.6%[333]。
  -  ドイツの連邦雇用庁は7月の失業率が前月比0.1改善の5.6％と発表した。失業者数は前月比4千人減[334]。
  -  インドネシア統計局は7月の物価(CPI)が前年比3.08%増と発表した。統制価格と食品を除くと2.43%増[335]。
  - フィッチ・レーティングスは米国債格付けをAAAからAA+に引き下げた[336]。
- 2日
  -  ロシアの連邦統計局は6月の失業率が過去最低の3.1％と発表した。5月の実質賃金は13.3%増[337]。
  -  ニュージーランドの統計局は4-6月の失業率が3.6%と発表した。前期は3.4%[338]。
  -  韓国統計局は7月の物価(CPI)が前年比2.3%増と発表した。エネルギー、食品を除外すると3.3%増[339]。
  -  ボリビアは 中国との輸出貿易に人民元を利用し始めたと報道された[340]。
  -  ブラジルの中央銀行は政策金利を0.5%下げ13.25%とした[341]。
- 3日
  -  イギリスの中央銀行は政策金利を0.25%引き上げ5.25%とした[342]。
  -  中国の中央銀行と モンゴルの中央銀行は融通規模150億元/7.25兆トゥグルグの通貨スワップ協定を3年延長した[343]。
- 4日
  -  アメリカ合衆国の労働省は7月の失業率がの3.5%と発表した。前月は3.6%。非農業部門雇用者数は前月比18.7万人増[344]。
  -  カナダ統計局は7月の失業率が5.5%と発表した。前月は5.4%。雇用者数は前月比6400人減[345]。
  -  フィリピン統計局は7月の物価(CPI)が前年比4.7%増と発表した。食品・燃料を除くと6.7%増[346]。
- 8日
  -  日本の財務省は6月の経常収支(速報)が1兆5088億円の黒字と発表した。第1次所得収支は1兆6825億円の黒字[347]。
  -  韓国の中央銀行は6月の経常収支が58.7億ドルの黒字と発表した。前月の3倍の黒字[348]。
- 14日 -  アルゼンチンの中央銀行は政策金利を21%引き上げ118％とした。ペソは対ドルで過去最安値(675ペソ)を付けたと報道された[349]。
- 15日
  -  日本の内閣府は4-6月の国内総生産(1次時速報値)が年率換算で6.0%増と発表した。実額は560兆7401億円と過去最高[350]。
  -  南アフリカ共和国統計局は4-6月の失業率が32.6%と発表した[351]。
  -  イギリスの統計局は4-6月の失業率が4.2%と発表した。賃金(ボーナスを除く)は前年比7.8%増。統計開始(2001年)以来最高の上昇率[352]。
- 16日 - 欧州連合統計局は4-6月のユーロ圏域内総生産(確報値)が前期比0.3%増と発表した[353]。
- 17日
  -  中国恒大集団は アメリカ合衆国で連邦破産法15条を申請した[354]。
  -  オーストラリアの連邦統計局は7月の失業率が3.7%と発表した。前月は3.5%。就業者数は前月比1.46万人減[355]。
  -  ノルウェーの中央銀行は政策金利を0.25%引き上げ4%とした[356]。
  -  アメリカ合衆国連邦住宅貸付抵当公社は30年固定住宅ローン金利を平均7.09%と発表した。21年ぶりの高水準[357]。
- 18日
  -  中華民国(台湾)主計総処は4-6月の域内総生産(改定値)が前年比1.36%増と発表した[358]。
  -  マレーシアの中央銀行は4-6月の国内総生産が前年比2.9%増と発表した[359]。
  -  チリの中央銀行は4-6月の国内総生産が前期比0.3％減と発表した[360]。
- 21日
  -  中国の中央銀行は政策金利(LPR)を0.1%下げ3.45%とした[361]。
  -  タイの国家経済社会開発評議会は4-6月の国内総生産が前年比1.8%増と発表した。前期比では0.2%増[362]。
  -  アメリカ合衆国の長期金利(10年国債)が一時15年9ヶ月ぶりの高利回り4.35％台となった[363]。
- 22日 -  インドネシアの中央銀行は4-6月の経常収支が19億ドルの赤字と発表した。国内総生産比で0.5％[364]。
- 23日 -  日本の長期金利(新発10年債)が9年7ヶ月ぶりの高利回り0.675％となった[365]。
- 24日 -  トルコの中央銀行は政策金利を7.5%上げ25%とした[366]。
- 29日
  -  日本の総務省は7月の失業率が2.7%と発表した。前月は2.5%[367]。
  -  ハンガリーの中央銀行は政策金利を1%引き上げ、14%とした[368]。
- 30日
  -  日本のそごう・西武の労働組合が親会社のセブン&アイ・ホールディングスがアメリカの投資ファンドフォートレス・インベストメント・グループへの売却問題を巡り、31日にストライキ実施を決定西武百貨店池袋本店は31日は全館休業となる。百貨店のストライキ実施は1962年の阪神百貨店以来61年ぶり[369]。
  -  アメリカ合衆国商務省は4-6月の国民総生産(改定値)が年率換算前期比2.1%増と発表した。速報値は2.4%増だった[370]。
  -  オーストラリアの統計局は7月の物価(CPI)が前年比4.9%増と発表した[371]。
  - 金の価格が史上初となる1万円台に上昇[372]。
- 31日
  -  日本のセブン&アイ・ホールディングス取締役会を開き、傘下のそごう・西武をアメリカの投資ファンドフォートレス・インベストメント・グループへ9月1日に売却することを決定[373]。
  - 欧州連合は8月のユーロ圏消費者物価指数が前年比5.3%増と発表した。エネルギーや食品などを除くと5.3%増[374]。
  -  日本の田中貴金属工業は金小売価格が過去最高値の1万101円と発表した。4日連続過去最高値[375]。

### 9月
- 1日
  -  ブラジルの地理統計院は4-6月の国内総生産が前期比0.9％増と発表した[376]。
  -  カナダ統計局は4-6月の国内総生産が年率換算前期比0.2%減と発表した[377]。
  -  イタリアの国家統計局は4-6月の国民総生産(改定値)が前期比0.4%減と発表した[378]。
  -  アメリカ合衆国の労働省は8月の失業率がの3.8%と発表した。前月は3.5%。非農業部門雇用者数は前月比15.7万人増[379]。
  -  インドネシア統計局は8月の物価(CPI)が前年比3.27%増と発表した。統制価格と食品を除くと2.18%増[380]。
  -  日本の財務省は4-6月の全産業(金融、保険を除く)の設備投資額は前年比4.5％増と発表した。売上高は5.8%増、経常利益は11.6%増[381]。
  -  中国の中央銀行は15日から金融機関の外貨預金準備率を6%から4%に引き下げると発表した。人民元の下落を抑制するためと報道された[382]。
  -  日本の東証株価指数(TOPIX)が33年ぶり高値、2349.75で終えた[383]。
  - ファーストリテイリング子会社のユニクロの柳井正が社長を退任し、塚越大介が就任[384]。
- 7日
  - 欧州連合統計局は4-6月のユーロ圏域内総生産(確報値)が前期比0.8%増と発表した。前年比は4.1%増[385]。
  -  メキシコの国家統計地理情報局は8月の物価(コアCPI)が前年比6.8%増と発表した[386]。
  -  中国人民元は対ドルで15年9ヶ月ぶりの人民元安、7.3279元で終えた[387]。
- 8日
  -  日本の内閣府は4-6月の国内総生産(改定値)が年率換算で4.8%増と発表した。物価(GDPデフレーター)は前年比3.5%上昇[388]。
  -  日本の財務省は7月の経常収支(速報)が2兆7717億円の黒字と発表した。単月の黒字額としては過去最大。第1次所得収支は3兆5781億円の黒字[389]。
  -  韓国の中央銀行は7月の経常収支が35.8億ドルの黒字と発表した[390]。
  -  カナダの7月の失業率が5.5%と発表された。前月は5.5%。雇用者数は前月比3.99万人増[391]。
  -  日本の厚生労働省は7月の賃金(速報)が前年比2.5%減と発表した。所定内給与は1.6%増[392]。
  -  ドイツ連邦統計庁は8月の物価(HICP)(改定値)が前年比6.4%増と発表した[393]。
- 9日 -  中国国家統計局は8月の物価(CPI)が前年比0.1%増と発表した[394]。
- 11日 -  ノルウェーの統計局は8月の物価(CPI)(エネルギーと税金を除く)が前年比6.3%増と発表した[395]。
- 12日 -  イギリスの統計局は5-7月の失業率が4.3%と発表した。前月は4.2%。賃金(ボーナスを除く)は前年比7.8%増[396]。
- 13日
  -  韓国の統計庁は8月の失業率が2.0%と発表した。前月は2.1%。8月としては1999年統計開始以来の低水準[397]。
  -  アルゼンチンの統計局は8月の消費者物価指数が前年比124.4%増と発表した。100%増を超えるのは7か月連続[398]。
- 14日
  -  オーストラリアの連邦統計局は8月の失業率が3.7%と発表した。前月も3.7%。就業者数は前月比6.49万人増[399]。
  -  ペルーの中央銀行は政策金利を0.25%引き下げ7.5%とした[400]。
- 15日 -  ロシアの中央銀行は政策金利を1%引き上げ13%とした[401]。
- 19日
  - 欧州中央銀行は7月のユーロ圏経常収支の黒字が209億ユーロと発表した。先月は358.4億ユーロの黒字[402]。
  -  カナダ統計局は8月の物価(CPI)が前年比4.0%上昇と発表した。前月は3.3%増[403]。
  -  マレーシアの中央銀行と 日本の中央銀行は2020年に締結した融通規模30億米ドルの通貨スワップ取極を更新した[404]。
- 20日
  -  イギリス国立統計局は8月の物価(CPI)が前年比6.7%増と発表した。エネルギー、食品、アルコール、たばこを除外すると6.2%増[405]。
  -  南アフリカ共和国統計局は8月の物価(CPI)が前年比4.8%増と発表した。コアインフレ率は4.8%[406]。
- 21日
  -  ニュージーランドの統計局は4-6月の国内総生産が前期比0.9%増と発表した。1-3月は0%に改定[407]。
  -  アメリカ合衆国商務省は4-6月の経常収支が2121億ドルの赤字と発表した[408]。
  -  トルコの中央銀行は政策金利を5%上げ30%とした[409]。
  -  ノルウェーの中央銀行は政策金利を0.25%引き上げ4.25%とした[410]。
- 22日 -  日本の総務省は8月の全国消費者物価指数(除く生鮮食品)が前年比3.1%増と発表した。生鮮・エネルギーを除くと4.3%増[411]。
- 25日
  -  ブラジルの中央銀行は8月の経常収支が7.78億ドルの赤字と発表した。赤字額は前月比89%減[412]。
  -  香港の銀行間金利が16年ぶりの高金利と報道された。 中国からの資金流出で[413]。
- 27日
  -  オーストラリアの統計局は8月の物価(CPI)が前年比5.2%増と発表した。前月は4.9%増[414]。
  -  タイの中央銀行は政策金利を0.25%引き上げ2.5%とした。8月の物価(総合インフレ率)は0.88%増[415]。
- 28日
  -  アメリカ合衆国商務省は4-6月の物価(GDPデフレータ)が前期比年率換算1.7%増と発表した[416]。
  -  ドイツ連邦統計庁は9月の物価(HICP)(速報値)が前年比4.3%増と発表した。食品とエネルギーなどを除くと4.6%増[417]。
  -  トルコリラは対ドルで過去最安値、27.3451リラとなった[418]。
- 29日
  -  イギリスの国立統計局は4-6月の国内総生産(確報値)が前期比0.2%と発表した。コロナ前(2019年10-12月)と比べ1.8%増[419]。
  -  アメリカ合衆国商務省は4-6月の国民総生産(確報値)が年率換算前期比2.1%増と発表した。改定値と変わらず[420]。
  -  タイの中央銀行は8月の経常収支が4億ドルの黒字と発表した。前月の改定値は4億ドルの赤字[421]。
  -  ドイツの連邦雇用庁は9月の失業率が5.7％と発表した。前月も5.7％。失業者数は前月比1万人増[422]。
  -  日本の総務省は8月の失業率が2.7%と発表した。前月も2.7%。「自発的な離職」が前月比6万人増、「非自発的な離職」は6万人減[423]。
  -  日本の総務省は9月の全国消費者物価指数(除く生鮮食品)が前年比2.8%増と発表した。生鮮・エネルギーを除くと3.8%増[424]。
  -  フランス国立統計経済研究所は9月の物価(CPI)(速報値)が前年比5.6%増と発表した[425]。

### 10月
- 2日
  - 欧州委員会統計局は8月のユーロ圏失業率が6.4%と発表した。前月は6.5%[426]。
  -  ベトナムの統計総局は7−9月の失業率が2.30％と発表した。前期は2.28%[427]。
- 4日 -  アメリカ合衆国の30年債権利回りが一時5%を突破した。2007年以来[428]。
- 5日
  -  韓国統計局は9月の物価(CPI)が前年比3.7%増と発表した。エネルギー、食品を除外すると3.3%増[429]。
  -  タイ商務省は9月の物価(CPI)が前年比0.3%増と発表した。コアCPIは0.63%増[430]。
  -  スリランカの中央銀行は政策金利を1%引き下げた[431]。
  -  バングラデシュの中央銀行は政策金利を0.75%引き上げ7.25％とした。9月の物価(CPI)は前年比9.63%増[432]。
- 6日
  -  日本の厚生労働省は8月の実質賃金が前年比2.5%減と発表した。17か月連続のマイナス[433]。
  -  アメリカ合衆国の労働省は9月の失業率がの3.8%と発表した。前月は3.8%。非農業部門雇用者数は前月比33.6万人増[434]。
  -  カナダの9月の失業率が5.5%と発表された。前月は5.5%。雇用者数は前月比6.38万人増[435]。
  -  トルコリラは対ドルで過去最安値、27.50リラ台で終えた。6営業日連続最安値[436]。
- 9日
  -  イスラエルの中央銀行は最大300億ドルのドル売り為替介入計画を発表した。自国通貨シェケルは対ドルで7年ぶりの安値圏に下落していた[437]。
  - 本年のノーベル経済学賞にハーバード大学教授のクラウディア・ゴールディンが選出された。女性の受賞者としては史上3人目、女性単独の受賞としては史上初[438]。
- 10日
  -  日本の財務省は8月の経常収支(速報)が2兆2797億円の黒字と発表した。第1次所得収支は3兆6387億円の黒字[439]。
  -  トルコの統計局は8月の失業率が9.2%と発表した。9年7ヶ月ぶりの低水準[440]。
  -  トルコリラは対ドルで過去最安値27.71リラで終えた。9営業日連続最安値[441]。
- 11日 -  韓国の中央銀行は8月の経常収支が48.1億ドルの黒字と発表した[442]。
- 12日
  -  アメリカ合衆国商務省は9月の物価(CPI)が前年比3.7%増と発表した[443]。
  -  インド政府は9月の物価(CPI)が前年比5.02%増と発表した[444]。
  -  日本の全国銀行資金決済ネットワークは送金障害が復旧したと発表した。10日午前から2日間で10金融機関、506万取引に影響[445]。
  -  アルゼンチンの中央銀行は政策金利を13%引き上げ133％とした。物価(CPI)は前年比138.3%増[446]。
- 13日
  -  韓国の統計庁は9月の失業率が2.3%と発表した。前年は2.4%。9月としては1999年統計開始以来の低水準[447]。
  -  中国国家統計局は9月の物価(CPI)が前年比横ばいと発表した。生産者物価指数は2.5%下落[448]。
  - マイクロソフトによるアクティビジョン・ブリザードの買収が完了。買収額はゲーム業界史上最大となる690億ドル[449]。
- 16日 -  イスラエルの自国通貨シェケルは対ドルで8年ぶりの安値圏に下落した[450]。
- 17日
  -  イギリスの国立統計局は6-8月の実質賃金(ボーナスを除く)が前年比0.7%増と発表した[451]。
  -  ニュージーランド統計局は7-9月の物価(CPI)が前年比5.6%増と発表した[452]。
- 18日
  -  中国国家統計局は7-9月の国内総生産が前年比4.9%増と発表した。4-6月は6.3%増[453]。
  -  南アフリカ共和国統計局は9月の物価(CPI)が前年比5.4%増と発表した。食品と燃料を除くと4.5%増[454]。
  -  トルコリラは対ドルで過去最安値28.20リラで終えた。4営業日連続最安値[455]。
  -  中国の碧桂園(カントリー・ガーデン)が債務不履行との見方が強まっていると報道された。債務不履行と見なされる規模は約110億ドル[456]。
- 19日
  -  オーストラリアの連邦統計局は9月の失業率が3.6%と発表した。前月より低下。就業者数は前月比0.67万人増[457]。
  -  アメリカ合衆国の長期金利(10年国債)が5%台まで上昇した。16年ぶりの高利回り[458]。
  - 国際通貨基金は スリランカに3.3億ドル融資の事務レベル合意を発表した[459]。
  -  中国の上海石油天然ガス取引所は同取引所でデジタル人民元による原油取引が行われたと発表した[460]。
- 20日
  -  マレーシアの中央銀行は7-9月の国内総生産(速報)が前年比3.3%増と発表した[461]。
  - 欧州中央銀行は8月のユーロ圏経常収支の黒字が297億ユーロと発表した。先月は277億ユーロの黒字[462]。
  -  イギリス国立統計局は9月の物価(CPI)が前年比6.7%増と発表した。エネルギー、食品、アルコール、たばこを除外すると6.1%増[463]。
  -  日本の総務省は9月の物価(CPI)が前年比2.8%増と発表した。生鮮・エネルギーを除くと4.2%増[464]。
- 22日
  - ブロードコムによるVMwareの610億ドルでの買収が完了[465]。
  - シェブロンがヘス・コーポレーション（英語版）を530億ドルで買収することを発表[466]。
- 24日
  -  イギリスの統計局は6-8月の失業率が4.2%と発表した。前月と変わらず。雇用者数が8.2万人減少[467]。
  -  中国は1兆元の新規国債発行を承認した。予算計画が通常日程以外で見直されるのはまれ[468]。
- 25日
  -  オーストラリアの統計局は7-9月の物価(CPI)が前期比1.2%増と発表した。前年比は5.4%増[469]。
  - 報道によると、受託機関は 中国の碧桂園(カントリー・ガーデン)のドル建て債が債務不履行と債券保有者に通知した。クレジット・デフォルト・スワップの決定委員会は判断を求められた[470]。
- 26日
  -  アメリカ合衆国商務省は7-9月の国民総生産(速報値)が年率換算前期比4.9%増と発表した。物価(GDPデフレーター)は3.5%増[471]。
  -  韓国の中央銀行は7-9月の国内総生産(速報値)が前期比0.6%増と発表した[472]。
  -  トルコの中央銀行は政策金利を5%上げ35%とした[473]。
- 27日
  -  トルコリラは対ドルで過去最安値28.13リラで終えた。4営業日連続最安値[474]。
  -  ロシアの中央銀行は政策金利を2%引き上げ15%とした[475]。
- 31日
  -  中国の中央国債登記結算有限責任公司によると、短期金利翌日物が一時50％に急騰した[476]。
  - 欧州連合統計局は7-9月のユーロ圏域内総生産(速報値)が前期比0.1%減と発表した。前年比は0.1%増[477]。
  -  サウジアラビアの統計総局は7-9月の国内総生産(速報値)が前年比4.5%減と発表した[478]。
  -  メキシコの国立統計地理情報院は7-9月の国民総生産が前期比0.9%増と発表した[479]。
  -  ブラジルの地理統計研究所は7-9月の失業率が7.7%と発表した。6-8月は7.8%[480]。
  -  日本の総務省は9月の失業率が2.6%と発表した。前月は2.7%[481]。
  - 欧州連合は10月のユーロ圏の物価(HICP)(速報値)が前年比2.9%増と発表した。エネルギーや食品などを除くと4.2%増[482]。
  -  日本の中央銀行によると、長短金利操作(YCC)の運用をさらに柔軟化。10年金利上限の目途を1%とし、機動的なオペ[483]。
- 31日 - 1ユーロが160円台の円安水準に下落。2008年8月以来15年ぶり[484]。

### 11月
- 1日
  -  ニュージーランドの統計局は7-9月の失業率が3.9%と発表した。前期は3.6%[485]。
  -  インドネシア統計局は10月の物価(CPI)が前年比2.56%増と発表した。統制価格と食品を除くと1.19%増[486]。
- 2日 -  韓国統計局は10月の物価(CPI)が前年比3.8%増と発表した[487]。
- 3日
  -  アメリカ合衆国の労働省は10月の失業率がの3.9%と発表した。前月は3.8%。非農業部門雇用者数は前月比15万人増[488]。
  - 欧州連合統計局は9月のユーロ圏失業率が6.6%と発表した。前月(改定値)は6.7%[489]。
  -  トルコ統計局は10月の物価(CPI)が前年比61.39%増と発表した[490]。
- 6日 -  タイ商務省は10月の物価(CPI)が前年比0.31%減と発表した。コアCPIは0.66%増[491]。
- 7日
  -  日本の厚生労働省は9月の実質賃金が前年比2.4%減と発表した。18か月連続のマイナス[492]。
  -  トルコリラは対ドルで過去最安値28.45リラで終えた。10月23日から11月3日まで10営業日連続で史上最安値を更新[493]。
- 8日 -  韓国の中央銀行は9月の経常収支(速報)が54.2億ドルの黒字と発表した[494]。
- 9日
  -  中国国家統計局は10月の物価(CPI)が前年比0.1%減と発表した。生産者物価指数は2.6%減[495]。
  -  フィリピンの統計局は7-9月の国民総生産が前年比5.9%増と発表した[496]。
  -  日本の財務省は9月の経常収支(速報)が2兆7236億円の黒字と発表した。4-9月では過去最大黒字。10月の第1次所得収支は3兆764億円の黒字[497]。
- 10日 -  イギリスの国立統計局は7-9月の国内総生産(一次速報)が前期比0%と発表した。物価(GDPデフレータ)は1.4%増、前年比7.9%増[498]。
- 13日 - 国際銀行間通信協会によると、貿易金融で 中国人民元建てのシェアが首位ドル建てに次ぐ2位(5.8％)となった。これまで2位だったユーロ建ては3位[499]。
- 14日 -  アメリカ合衆国労働省は10月の物価(CPI)が前年比3.2%増と発表した。前月は3.7%増[500]。
- 15日
  -  日本の内閣府は7-9月の国内総生産(速報値)が年率換算2.1%減と発表した。物価(GDPデフレーター)は前年比5.1%上昇[501]。
  -  コロンビアの国家統計局は7-9月の国内総生産が前年比0.3%減と発表した[502]。
  -  オーストラリアの統計局は7-9月の賃金(WPI)が前期比1.3%増と発表した。前年比4.0%増[503]。
  -  イギリス国立統計局は10月の物価(CPI)が前年比4.6%増と発表した。エネルギー、食品を除外すると5.7%増[504]。
- 16日
  -  オーストラリアの連邦統計局は10月の失業率が3.7%と発表した。前月より上昇。就業者数は前月比5.5万人増[505]。
  -  トルコリラは対ドルで過去最安値28.66リラで終えた。11週連続のドル高リラ安[506]。
- 17日
  - 欧州中央銀行は9月のユーロ圏経常収支の黒字が312.3億ユーロと発表した。先月は308.1億ユーロの黒字[507]。
  -  日本の東京証券取引所の上場企業1435社の2024年3月期の純利益合計額が過去最高の見込みと報じられた[508]。
- 19日 -  アルゼンチンの大統領選挙で中央銀行廃止を訴えるハビエル・ミレイが勝利、と報道された[509]。
- 21日
  -  インドネシアの中央銀行は7-9月の経常収支が9億ドルの赤字と発表した。国内総生産比で0.2％[510]。
  -  日本の厚生労働省は9月の実質賃金が前年比2.9%減と発表した。18か月連続のマイナス。名目賃金は0.6%増[511]。
  -  中国の中央銀行と サウジアラビアの中央銀行は通貨スワップ協定に調印した。融通規模は500億元と260億サウジリヤル、期限は3年[512]。
- 22日
  -  シンガポール貿易産業省は7-9月の国内総生産(改定値)が前年比1.1%増と発表した[513]。
  -  南アフリカ共和国統計局は10月の物価(CPI)が前年比5.9%増と発表した。食品と燃料を除くと4.4%増[514]。
- 23日
  -  トルコの中央銀行は政策金利を5%上げ40%とした[515]。
  -  トルコリラは対ドルで過去最安値28.83リラで終えた[516]。
- 24日
  -  メキシコの国立統計地理情報院は7-9月の国民総生産(改定値)が前期比1.1%増と発表した。前年比3.3%増[517]。
  -  ドイツの連邦統計局は7-9月の国内総生産(改定値)が前期比0.1%減と発表した。前年比0.4%減[518]。
  -  日本の総務省は10月の物価(CPI)が前年比2.9%増と発表した。生鮮・エネルギーを除くと4.0%増[519]。
- 29日
  -  アメリカ合衆国の7-9月の国内総生産(改定値)が前期比年率換算で5.2%増、物価(GDPデフレータ)が3.6%増と報道された[520]。
  -  オーストラリアの統計局は10月の物価(CPI)が前年比4.9%増と発表した。9月は5.6%増[521]。
- 30日
  -  インドの当局は7-9月の国民総生産が前年比6.7%増と発表した[522]。
  -  トルコ統計庁は7-9月の国内総生産が前年比5.9%増と発表した[523]。
  -  カナダ統計局は7-9月の国内総生産が年率換算前期比1.1%減と発表した。4-6月は1.4％増[524]。
  -  タイの中央銀行は10月の経常収支が7億ドルの黒字と発表した。前月は34億ドルの黒字[525]。
  - 欧州連合統計局は10月のユーロ圏失業率が6.5%と発表した。前月から横ばい。 ドイツは3.1%、 フランスは7.3%、 イタリアは7.8%、 スペインは12%[526]。
  -  ブラジルの地理統計院は8-10月の失業率が7.6%と発表した。7-9月は7.7%[527]。
  -  ベトナム統計総局は11月の物価(CPI)が前年比3.45%増と発表した。コアインフレ率は3.15%増[528]。

### 12月
- 1日
  -  イタリア統計局は7-9月の国民総生産(改定値)が前期比0.1%増と発表した。前年比も0.1%増[529]。
  -  日本の総務省は10月の失業率が2.5%と発表した。前月は2.6%[530]。
  -  インドネシア統計局は11月の物価(CPI)が前年比2.86%増と発表した。統制価格と食品を除くと1.87%増[531]。
  -  日本の財務省は7-9月の全産業(金融、保険を除く)の設備投資額は前年比3.4％増と発表した。売上高は5.0%増、経常利益は20.1%増[532]。
  -  日本の政府と 韓国の政府は通貨スワップ協定に締結と発表した。融通枠は100億ドル、期限は3年。8年ぶりの再開[533]。
  -  アメリカ合衆国ニューヨークで金先物価格が過去最高値2089.70ドルで終えた[534]。
- 4日
  -  トルコ統計局は11月の物価(CPI)が前年比61.98%増と発表した[535]。
  -  トルコリラは対ドルで過去最安値28.93リラで終えた[536]。
- 5日 -  オーストラリアの連邦統計局は7-9月の経常収支は1.58億豪ドルの赤字と発表した[537]。
- 6日
  -  イタリア政権は一帯一路から離脱すると中国政府に通達した[538]。
  -  ミャンマーの中央銀行は為替レートの設定を中止すると報じられた。外貨の厳格な管理を緩和[539]。
- 7日
  -  サウジアラビアの統計総局は7-9月の国内総生産(改定値)が前年比4.4%減と発表した[540]。
  - 欧州連合統計局は7-9月のユーロ圏域内総生産(確定値)が前年比0.0%と発表した[541]。
- 8日
  -  日本の内閣府は7-9月の国内総生産(改定値)が年率換算2.9%減と発表した。物価(GDPデフレーター)は前年比5.3%上昇[542]。
  -  日本の厚生労働省は10月の実質賃金が前年比2.3%減と発表した。19か月連続のマイナス[543]。
  -  日本の財務省は10月の経常収支(速報)が2兆5828億円の黒字と発表した。第1次所得収支は3兆508億円の黒字[544]。
  -  韓国の中央銀行は10月の経常収支(速報)が68億ドルの黒字と発表した[545]。
  -  アメリカ合衆国の労働省は11月の失業率がの3.7%と発表した。前月は3.9%。非農業部門雇用者数は前月比19.9万人増[546]。
- 11日
  -  トルコの中央銀行は10月の経常収支が1.86億ドルの黒字と発表した。失業率は10年ぶりの低水準、8.5%[547]。
  -  ドイツ株式市場のドイツ株価指数は過去最高の1万6794.43で終えた[548]。
- 12日 -  インド政府は11月の物価(CPI)が前年比5.55%増と発表した[549]。
- 13日
  -  ニュージーランドの統計局は7-9月の経常収支が114.7億NZドルの赤字と発表した[550]。
  -  ロシアの中央銀行は1-11月の経常収支が505億ドルの黒字と発表した。前年同期比77.4%減[551]。
- 14日 -  オーストラリアの連邦統計局は11月の失業率が3.9%と発表した。前月は3.8%。就業者数は前月比5.7万人増。労働参加率は過去最高の67.2%[552]。
- 15日
  -  ロシアの中央銀行は政策金利を1%引き上げ16%とした[553]。
  -  アメリカ合衆国株式市場のダウ平均株価は過去最高の3万7305.16ドルで終えた[554]。
- 18日 -  日本の日本製鉄はUSスチールを買収すると発表した[555]。
- 19日
  -  香港政府統計処は9-11月の失業率が2.9%と発表した。8-10月は2.9%[556]。
  -  アメリカ合衆国株式市場のダウ平均株価は過去最高の3万7557.92ドルで終えた[557]。
- 20日
  - 欧州中央銀行は10月のユーロ圏経常収支の黒字が340億ユーロと発表した。先月は312.3億ユーロの黒字[558]。
  -  イギリス国立統計局は11月の物価(CPI)が前年比3.9%増と発表した。コアインフレ率は5.1%増[559]。
  -  日本の中央銀行の7-9月資金循環統計によると、日銀の国債保有(短国除く)は過去最高の53.86％、家計金融資産は過去最高の2121兆円、企業金融資産は過去最高の1449兆円[560]。
- 21日
  -  アメリカ合衆国の7-9月の国内総生産(確報値)が年率換算前期比4.9%増と報道された。物価(GDPデフレータ)は3.3%増[561]。
  -  トルコリラは対ドルで過去最安値29.11リラで終えた[562]。
  -  チェコの中央銀行は政策金利を0.25%引き下げ6.75%とした[563]。
- 22日
  -  イギリスの国立統計局は7-9月の国内総生産(確報値)が前期比0.1%減と発表した[564]。
  -  日本の総務省は11月の物価(コアCPI)が前年比2.5%増と発表した。コアコアCPI(生鮮・エネルギーを除く)は3.8%増[565]。
  -  中華民国(台湾)は11月の失業率が3.37%と発表した。先月は3.41%[566]。
- 26日
  -  エチオピアが国債の利払い(3300万ドル)を実施できなかった(債務不履行)[567]。
  -  日本の総務省は11月の失業率が2.5%と発表した。前月は2.5%。女性の就業者は1953年以降で過去最多[568]。
  -  シンガポールの当局は11月の物価(民間道路輸送と住居費を除くコアCPI)が前年比3.2%増と発表した。先月は3.3%増[569]。
- 27日 -  アメリカ合衆国ニューヨークで金先物価格が過去最高値2093.10ドルとなった[570]。
- 28日
  -  タイの中央銀行は11月の経常収支が12億ドルの赤字と発表した。前月は7億ドルの黒字[571]。
  -  韓国は湾岸協力会議との自由貿易協定交渉が妥結したと発表した[572]。
  -  アメリカ合衆国株式市場のダウ平均株価は過去最高の3万7710.10ドルで終えた[573]。
- 29日
  -  ロシアの連邦統計局は2022年の国内総生産が前年比1.2%減と発表した[574]。
  -  ベトナムの統計総局は10−12月の国内総生産が前年比6.72％増と発表した[575]。
  -  トルコリラは対ドルで過去最安値29.41リラで終えた[576]。
  -  アルゼンチンの大統領はBRICSに加わらない考えを示した、と報道された[577]。

## 企業の上場と上場廃止
- 廃止（名証プレミア）：3月17日 - 養命酒製造[578]
- 廃止（東証プライム）：3月29日 - 日医工 ※投資ファンド「ジェイ・ウィル・パートナーズ」傘下入り、同社子会社化に伴う[579]
- 上場（東証プライム）：4月21日 - 楽天銀行[580][581]
- 廃止（東証スタンダード）：4月30日 - アジア開発キャピタル ※内部管理体制の改善の見込みがなくなった事による[582]
- 廃止（東証プライム）：6月21日 - 日鉄物産[583]
- 廃止（東証グロース）：8月4日 - ディー・ディー・エス ※内部管理体制の改善の見込みがなくなった事による[584]
- 上場（東証スタンダード）：9月27日 - オカムラ食品工業[585]
- 上場（東証グロース）：9月27日 - AVILEN[586]
- 廃止（東証スタンダード）：9月28日 - SBI新生銀行 ※親会社・SBIホールディングスによる株式公開買い付け（TOB）実施による[587][588][589]
- 廃止（東証プライム）：12月20日 - 東芝 ※日本産業パートナーズなどの国内連合によるTOB成立による[590][591][592]
- 廃止（東証グロース）：12月30日 - ルーデン・ホールディングス ※内部管理体制の改善の見込みがなくなった事による[593]

## 受賞
- ノーベル経済学賞 - クラウディア・ゴールディン[438]

## 死去
- 1月2日 - 吉見宏：会計学者、北海道大学会計専門職大学院教授（* 1961年）
- 1月3日 - ルスラン・ハズブラートフ：政治家、経済学者（* 1942年）
- 1月5日 - ハーバート・ギンタス：経済学者（* 1940年）
- 1月13日 - 加瀬和俊：経済学者、帝京大学教授（* 1949年）
- 1月31日 - ルイジ・パシネッティ：経済学者（* 1930年）
- 2月3日 - 水田洋：経済学者、名古屋大学名誉教授（* 1919年）
- 2月7日
  - 鶴田満彦：経済学者、中央大学名誉教授（* 1934年）
  - 伊藤誠：経済学者、東京大学名誉教授（* 1936年）
- 5月15日 - ロバート・ルーカス：経済学者、1995年にノーベル経済学賞受賞（* 1937年）
- 6月15日 - デビッド・カレオ：経済学者（* 1934年）
- 6月16日 - ダニエル・エルズバーグ：経済学者（* 1931年）
- 6月22日 - ハリー・マーコウィッツ：1990年にノーベル経済学賞受賞（* 1927年）
- 8月1日 - ハワード・クンレイター（英語版）：経済学者（* 1938年）
- 8月4日 - 畑英次郎：第56代通商産業（現：経済産業省）大臣（* 1928年）
- 8月15日 - 尹起重：経済学者、延世大学校名誉教授（* 1931年）
- 8月17日 - ロバート・エーケルンド（英語版）：経済学者（* 1940年）
- 8月20日 - ダニエル・コーエン（英語版）：経済学者（* 1953年）
- 9月16日 - ビクター・フックス（英語版）：経済学者（* 1924年）
- 10月8日 - デビッド・ダラー（英語版）：経済学者（* 1924年）
- 11月19日 - 三木谷良一：経済学者、神戸大学名誉教授（* 1929年）
- 11月25日 - 太田純：三井住友フィナンシャルグループの現職社長（* 1958年）
- 11月30日 - アリスター・ダーリング：第69代財務大臣（* 1953年）
- 12月21日 - ロバート・ソロー：1987年にノーベル経済学賞受賞（* 1924年）
- 12月26日 - ヴォルフガング・ショイブレ：第18代財務大臣（* 1942年）
- 12月27日 - ジャック・ドロール：経済学者、第6代欧州委員会委員長（* 1925年）